# Садове (Литински район)
Вижте пояснителната страница за други значения на Садове.
Садове (на украински: Садове) е село в Югозападна Украйна, Литински район на Виницка област.

## География
Садове се намира в историко-географски области Подиля.

## История
Селото е основано през 1520 година.

## Население
Населението му е около 846 души (2001).
| 1989 | 2001 |
| ---- | ---- |
| 911  | 846  |

### Езици
Численост и дял на населението по роден език, според преброяването на населението през 2001 г.:
| Роден език | Численост | Дял (в %) |
| Общо       | 846       | 100.00    |
| Украински  | 840       | 99,29     |
| Руски      | 5         | 0.59      |
| Беларуски  | 1         | 0.12      |